# Andrea Čukanov
Andrea Vjačeslavovič Čukanov (in russo Андреа Вячеславович Чуканов?; Cosenza, 18 dicembre 1995) è un calciatore russo, attaccante dell'Enisej.

## Biografia
È nato a Cosenza nel periodo in cui suo padre lavorava in Italia; è in possesso della cittadinanza italiana.

## Statistiche

### Presenze e reti nei club
Statistiche aggiornate al 30 giugno 2021.
| Stagione        | Squadra         | Campionato      | Campionato | Campionato | Coppe nazionali | Coppe nazionali | Coppe nazionali | Coppe continentali | Coppe continentali | Coppe continentali | Altre coppe | Altre coppe | Altre coppe | Totale | Totale | Totale |
| Stagione        | Squadra         | Comp            | Pres       | Reti       | Comp            | Pres            | Reti            | Comp               | Pres               | Reti               | Comp        | Pres        | Reti        | Pres   | Reti   |        |
| --------------- | --------------- | --------------- | ---------- | ---------- | --------------- | --------------- | --------------- | ------------------ | ------------------ | ------------------ | ----------- | ----------- | ----------- | ------ | ------ | ------ |
| 2015-2016       | Tjumen'         | PFN Ligi        | 16         | 1          | CR              | 1               | 0               | -                  | -                  | -                  | -           | -           | -           | 17     | 1      |        |
| 2016-2017       | Tjumen'         | PFN Ligi        | 38         | 3          | CR              | 1               | 0               | -                  | -                  | -                  | -           | -           | -           | 39     | 3      |        |
| 2017-2018       | Tjumen'         | PFN Ligi        | 32         | 4          | CR              | 1               | 0               | -                  | -                  | -                  | -           | -           | -           | 33     | 4      |        |
| Totale Tjumen'  | Totale Tjumen'  | Totale Tjumen'  | 86         | 8          |                 | 3               | 0               |                    | -                  | -                  |             | -           | -           | 89     | 8      |        |
| 2018-2019       | Orenburg        | PL              | 19         | 2          | CR              | 3               | 0               | -                  | -                  | -                  | -           | -           | -           | 22     | 2      |        |
| 2019-2020       | Orenburg        | PL              | 17         | 0          | CR              | 1               | 0               | -                  | -                  | -                  | -           | -           | -           | 18     | 0      |        |
| 2020-2021       | Orenburg        | PFN Ligi        | 23         | 2          | CR              | 0               | 0               | -                  | -                  | -                  | -           | -           | -           | 24     | 2      |        |
| Totale Orenburg | Totale Orenburg | Totale Orenburg | 59         | 4          |                 | 4               | 0               |                    | -                  | -                  |             | -           | -           | 63     | 4      |        |
| Totale carriera | Totale carriera | Totale carriera | 145        | 12         |                 | 7               | 0               |                    | -                  | -                  |             | -           | -           | 152    | 12     |        |